# Malleret-Boussac
 Malleret-Boussac  es una localidad y comuna de Francia, en la región de Lemosín, departamento de Creuse, en el distrito de Guéret y cantón de Boussac.
Su población en el censo de 1999 era de 229 habitantes.
Está integrada en la Communauté de communes du Pays de Boussac.

## Demografía
| 443 | 447 | 350 | 294 | 268 | 229 |
| Para los censos de 1962 a 1999 la población legal corresponde a la población sin duplicidades (Fuente: INSEE [Consultar]) |     |     |     |     |     |